# Cristiano Piccini
Cristiano Piccini   (Florència, 26 de setembre de 1992) és un futbolista italià que juga com a lateral dret a l'1. FC Magdeburg de la 2. Bundesliga.

## Trajectòria
Va debutar en la Serie A italiana amb l'ACF Fiorentina al desembre de 2010, sent cedit en les temporades següents successivament a Carrarese Calcio, Spezia Calcio 1906 i Associazione Sportiva Livorno Calcio. La temporada 2014/15 va ser cedit al Reial Betis, equip amb el qual va aconseguir guanyar el títol de la Segona Divisió i ascendir a Primera Divisió de la lliga espanyola. Després d'això, el 9 de juliol de 2015 va ser contractat de manera definitiva pel Reial Betis per quatre temporades.
En finalitzar la temporada 2016-17 es va fer oficial la seua contractació pel Sporting Clube de Portugal de la Lliga portuguesa. Una temporada després, va fitxar pel València Club de Futbol, on va ser campió de la Copa del Rei l'any 2019.
El 9 de setembre de 2020 va ser cedit una temporada l'Atalanta BC, que es guardava una opció de compra. Al gener de 2021 la cessió es va cancel·lar i Piccini va tornar al conjunt valencianista. Finalment, va abandonar de manera definitiva el València CF un any més tard, després de ser traspassat l'Estrella Roja de Belgrad durant el mercat d'hivern.

## Palmarès
Sporting CP
- 1 Copa de la lliga portuguesa: 2017-18.

València CF
- 1 Copa del Rei: 2018-19.